# Pěticípá hvězda

Zlatá pěticípá hvězda

Pentagram

Pěticípá hvězda (☆) je celosvětově běžně užívaný ideogram. Pokud je tvořena úsečkami stejné délky svírajícími v každém cípu úhel 36°, je občas nazývána jako zlatá pěticípá hvězda. Pokud jsou uvnitř hvězdy spojeny konce úseček ležících na stejné přímce, vznikne pentagram, který je nejjednodušším jednotahovým hvězdicovitým polygonem. Zároveň se pak jedná o symbol mystického a magického významu. 
Zlatá pěticípá hvězda je obzvláště silně asociována s armádou a válkou.

## Vlajky
Pěticípé hvězdy se často používají na vlajkách. Obvykle jsou plné, ale existují výjimky, jako je například vlajka Nového Zélandu, která obsahuje červené hvězdy s bílým obrysem. Pentagram se vyskytuje pouze na dvou státních vlajkách: Etiopie a Maroko. Celkem symbolu pěticípé hvězdy využívá 35 státních vlajek. Padesát malých pěticípých hvězd se nalézá na vlajce Spojených států amerických.